# An San
An San, född 27 februari 2001, är en sydkoreansk bågskytt.
Vid olympiska sommarspelen 2020 i Tokyo tog An San guld i damernas individuella tävling, damernas lagtävling samt i mixedlag. Hon blev den första bågskytten att vinna tre guldmedaljer vid ett OS.